# 김영희 (연출가)
김영희(1960년 6월 16일 ~ )은 대한민국의 방송인이자 프로듀서이다.

## 인물
1960년 부산에서 태어났으며 환일고등학교와 서울대학교 국어교육과를 졸업하였다. 1986년 문화방송에 입사했다. 1992년 신 웃으면 복이와요를 연출할 당시 이경실이 진행하는 도루묵 소녀에서 담당 PD인 김영희 PD가 옆집의 쌀집 아저씨 같이 생겼다고 이경실이 김영희 PD를 쌀집 아저씨라고 부르면서 쌀집 아저씨라는 별명을 얻어 국민적 인기를 누렸다. 2007년 9월 MBC PD협회 회장에 이어, 2008년 9월부터 2009년 11월까지 제22대 한국방송프로듀서연합회 회장을 맡고 있었다. 2009년 12월 6일부터 새롭게 바뀐 일요일 일요일 밤에를 기획, 제작했다. 2015년 MBC를 퇴사한 이후 현재 중국에 거주하고 있다.
한편, 본인(김영희)이 연출한 <TV 파크>란 예능 프로그램에 최초로 예능 자막을 넣었으나 "우리가 청각 장애인이냐"는 시청자 항의가 쏟아졌고 급기야 성인 대상의 오락 프로그램임에도 어린이들을 마구 출연시켜 방송위원회로부터 '시청자에 대한 사과' 명령 조치를 받아 1996년 봄 개편으로 막을 내려야 했다.

## 방송 작품
- 일요일 일요일 밤에
  - 이경규의 몰래 카메라
  - 양심 냉장고
  - 이경규가 간다
  - 단비
  - 우리 아버지
  - 헌터스
  - 나는 가수다(2011년 3월~7월)
  - 나는 가수다 II(2012년 4월~12월)
- 21세기 위원회
  - 칭찬합시다
- 전파견문록
- 느낌표
  - 하자하자
  - 책책책 책을 읽읍시다
  - 눈을 떠요
  - 아시아 아시아
  - 남북어린이 알아맞히기 경연
- 콤비콤비
  - 이홍렬,이경실,서경석,이윤석,강호동,최성훈,홍기훈,나경훈 등 출연
- 신 웃으면 복이 와요
  - 도루묵여사-이경실 출연
  - 역사는 흐른다-원로 코미디언 출연
  - 덩달이와 썰렁이-홍기훈, 나경훈 출연
  - 미스터 뚱-김상호 출연
  - 패러디극장-에어리언

## 수상 내역
- 대통령상
- 서울시상
- PD연합회상
- 백상예술대상
- ABU특별상
- 골든로즈본상
- 2002년 제5회 대한민국 청소년보호대상
- 2003년 제30회 한국방송대상 TV프로듀서상
- 2014년《대한민국 대중문화예술상》대통령 표창

## 저서
- 2009년 《헉! 아프리카》ISBN 9788970859453